# Tiefer See
Tiefer See este o arie protejată (arie specială de conservare — SAC, sit de importanță comunitară — SCI) din Germania întinsă pe o suprafață de 28,97 ha, integral pe uscat.

## Localizare
Centrul sitului Tiefer See este situat la coordonatele 52°56′46″N 14°00′31″E / 52.9461°N 14.0086°E.

## Înființare
Situl Tiefer See a fost declarat sit de importanță comunitară în septembrie 2000.

## Biodiversitate
Situată în ecoregiunea continentală, aria protejată conține 2 habitate naturale: Ape puternic oligomezotrofe cu vegetație bentonică cu Chara spp., Pajiști stepice subpanonice.
La baza desemnării sitului se află un număr nedeclarat de specii protejate.
Pe lângă speciile protejate, pe teritoriul sitului au mai fost identificate 9 specii de plante, 1 specie de reptile.